# 葛婆國家公園

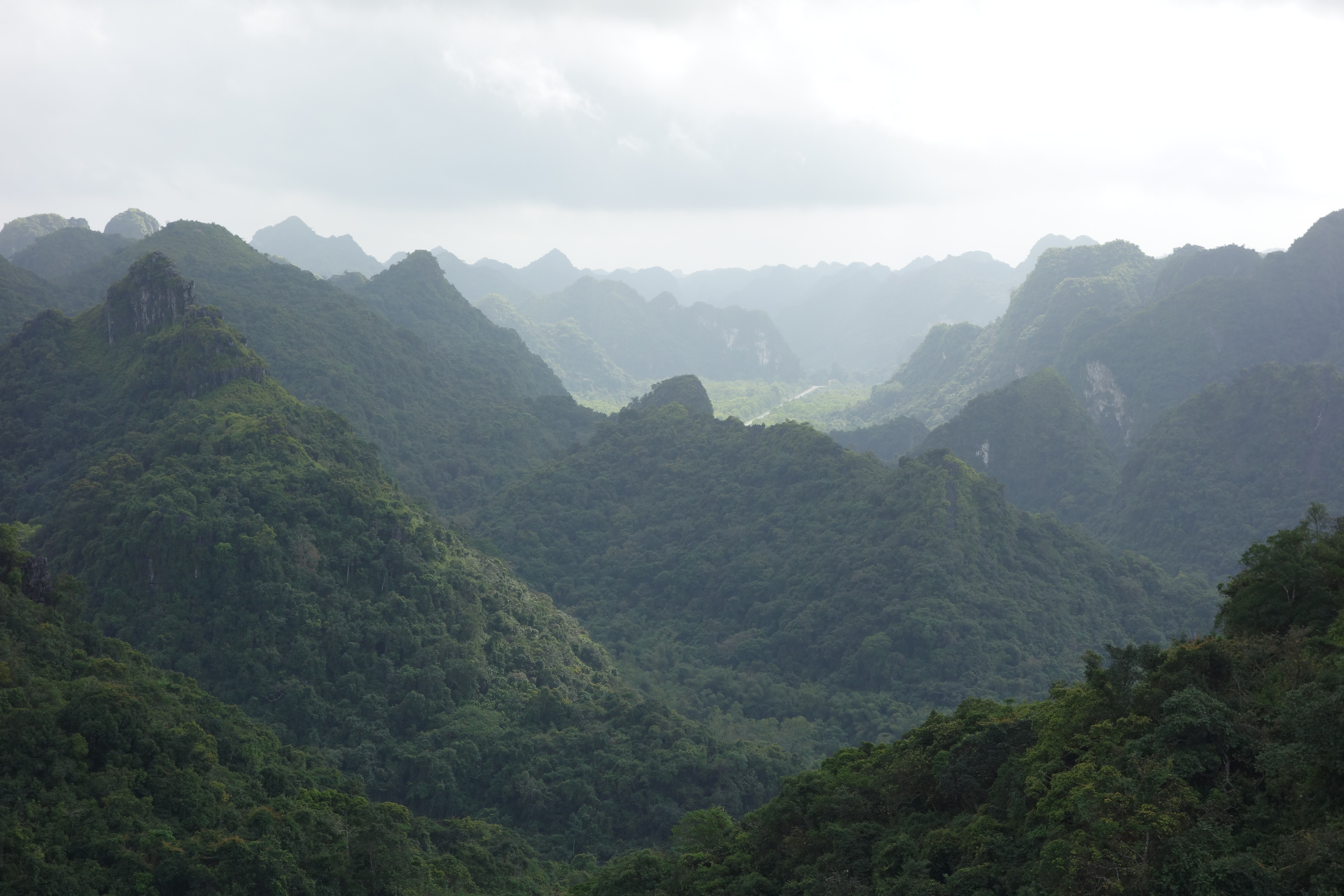

20°47′50.00″N 107°24′25.50″E / 20.7972222°N 107.4070833°E
葛婆國家公園是越南的國家公園，位於該國北部，成立於1986年3月31日，面積152平方公里，有78種鳥類、196種魚類、32種哺乳類等野生動物棲息。